# Laurens Theodor Gronovius
Laurens Theodor Gronovius, född den 4 juni 1730, död den 8 augusti 1777, var en nederländsk zoolog, och son till Jan Frederik Gronovius. Han är även publicerad under namnen Laurentius Theodorus Gronovius och Laurens Theodore Gronow.
Gronovius, som var rådsherre i Leiden, utgav flera framstående arbeten i zoologi och mineralogi: Museum ichtyologicum (1754–56), Zoophylaceum Gronovianum (1763–81), Bibliotheca animalis et lapidei (1760) och Index supellectilis lapideæ (1750).